# Giovanni IX di Gerusalemme
Giovanni IX (... – XII secolo) è stato il patriarca di Gerusalemme tra il 1156 e il 1166.

## Biografia
Giovanni fu un monaco, prima nel monastero palestinese Mar Saba, poi forse nel Monastero di Crisostomo vicino a Kutzuventi (Cipro). A Costantinopoli gli fu ordinato, sotto l'imperatore Manuele I Comneno, di succedere al patriarca di Gerusalemme Nicola (Nikolaos). Come quest'ultimo, a causa della conquista latina della Terra santa durante le crociate, risiedette in esilio a Costantinopoli, più precisamente nel monastero imperiale di San Diomede ("Nuova Sion") vicino al Corno d'Oro.
È storicamente documentato in una sola occasione, per la sua partecipazione al sinodo di Costantinopoli il 12 maggio 1157, dove giocò un ruolo importante nella deposizione del patriarca eletto di Antiochia Soterichos Panteugenos. Il suo predecessore, Nicola, è documentato per l'ultima volta il 26 gennaio 1156, mentre il successore, Niceforo II, è attestato per la prima volta il 2 marzo 1166. Il patriarcato di Giovanni IX si pone perciò tra questi due estremi cronologici.
A questo patriarca è attribuito un sigillo databile alla metà del XII secolo.
Non si hanno notizie sulla data della morte di Giovanni.

## Opere
Compose tre discorsi contro il pane azzimo, che furono pubblicati dal patriarca di Gerusalemme Dositeo. Leone Alatios menziona un'opera di Giovanni sull'effusione dello Spirito Santo.
Giovanni IX è probabilmente identificabile con Giovanni Merkuropulos, che scrisse una duplice biografia degli innografi Giovanni di Damasco e Cosma di Maiuma.